# Wickenreuth

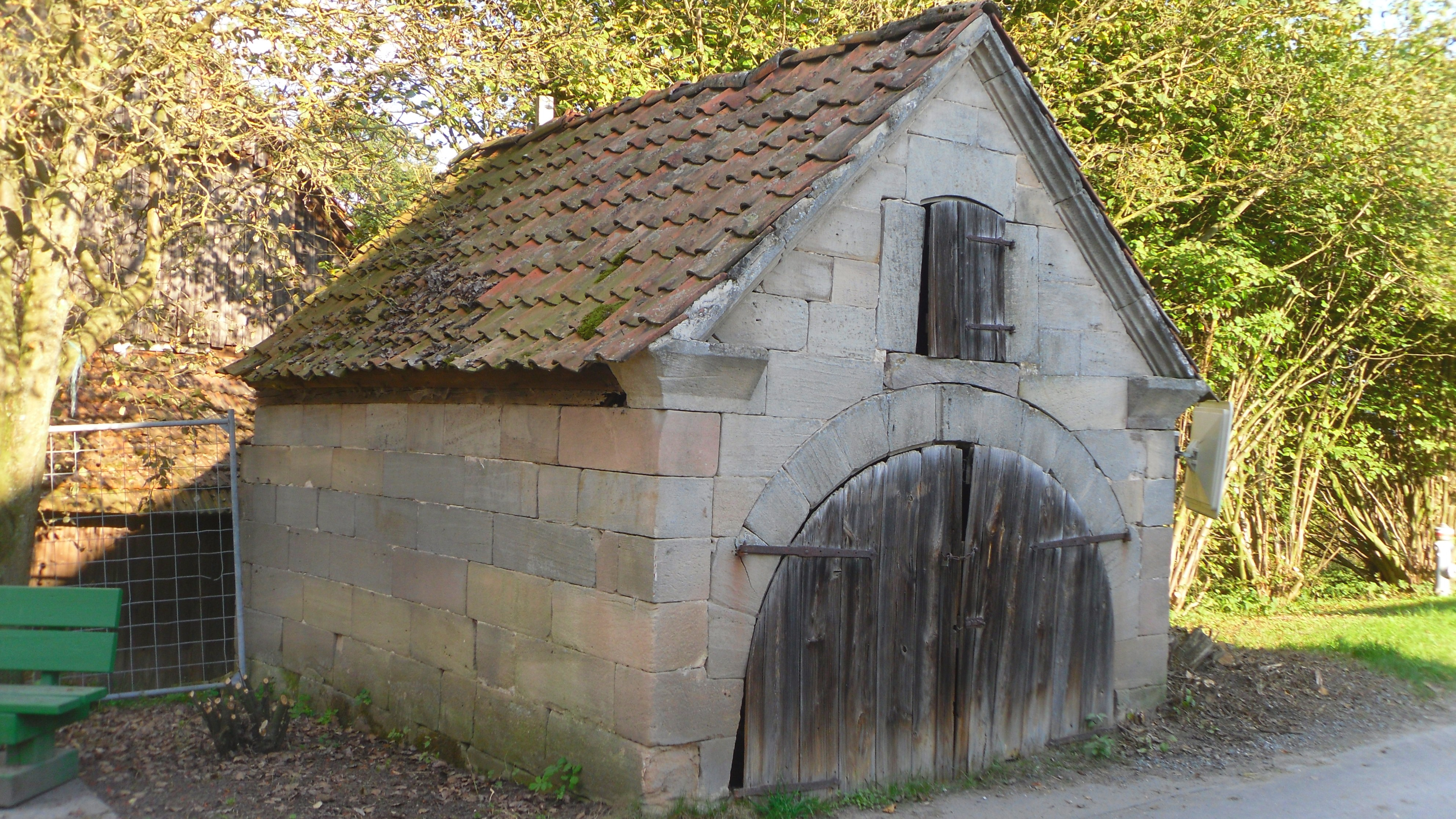
Backhaus

Wickenreuth (oberfränkisch: Wiggaraid) ist ein Gemeindeteil der Großen Kreisstadt Kulmbach im Landkreis Kulmbach (Oberfranken, Bayern). Wickenreuth liegt in der Gemarkung Mangersreuth.

## Geografie
Das Dorf liegt am Fuße des Herrenbergs (371 m ü. NHN, 0,4 km nordöstlich). Im Südwesten fließt der Krumme Lachengraben, ein rechter Zufluss des Roten Mains, vorbei. Eine Gemeindestraße führt nach Mangersreuth zur Bundesstraße 85 (1,8 km nördlich).

## Geschichte
Der Ort wurde 1284 erstmals urkundlich erwähnt, als Otto Graf von Orlamünde das Gut Wickendorf dem Kloster Langheim übereignete. Das Grundwort reuth bedeutet Rodung, das Bestimmungswort Wigo, ist der Personenname des Ortsgründers.
Gegen Ende des 18. Jahrhunderts gab es in Wickenreuth 4 Anwesen. Das bayreuthische Stadtvogteiamt Kulmbach übte das Hochgericht und die Dorf- und Gemeindeherrschaft aus. Grundherren waren der markgräfliche Lehenhof Bayreuth (1 Hof) und der bambergische Langheimer Amtshof (3 Höfe).
Von 1797 bis 1810 unterstand der Ort dem Justiz- und Kammeramt Kulmbach. Mit dem Gemeindeedikt wurde Wickenreuth dem 1811 gebildeten Steuerdistrikt Gößmannsreuth zugewiesen. 1812 erfolgte die Überweisung an den Steuerdistrikt Mangersreuth und der neu gebildeten gleichnamigen Ruralgemeinde. Am 1. April 1946 wurde Wickenreuth nach Kulmbach eingegliedert.

### Baudenkmäler
- Backhaus

### Einwohnerentwicklung
| Jahr      | 001809 | 001818 | 001861 | 001871 | 001885 | 001900 | 001925 | 001950 | 001961 | 001970 | 001987 |
| Einwohner | 51     | 44     | 65     | 62     | 55     | 64     | 65     | 88     | 53     | 56     | 73     |
| Häuser    |        | 8      |        |        | 9      | 9      | 9      | 9      | 9      |        | 15     |
| Quelle    | [ 12 ] | [ 8 ]  | [ 13 ] | [ 14 ] | [ 15 ] | [ 16 ] | [ 17 ] | [ 18 ] | [ 19 ] | [ 20 ] | [ 1 ]  |

## Religion
Wickenreuth ist seit der Reformation evangelisch-lutherisch geprägt und nach Unsere Liebe Frau (Mangersreuth) gepfarrt.